# Зелёная Долина (Гомельская область)
Зелёная Долина (бел. Зялёная Даліна) — посёлок в Лукском сельсовете Жлобинского района Гомельской области Белоруссии.

## География

### Расположение
В 11 км на север от районного центра и железнодорожной станции Жлобин (на линии Бобруйск — Гомель), 104 км от Гомеля.

## Гидрография
На реке Белица (приток река Добосна).

## Транспортная сеть
Рядом автодорога Рогачёв — Жлобин. Планировка состоит из прямолинейной широтной улицы, застроенной двусторонне деревянными усадьбами.

## История
Основан в 1923 году переселенцами из соседних деревень на землях фольварка Царицын Дар. В 1931 году жители вступили в колхоз. Во время Великой Отечественной войны в 1944 году оккупанты сожгли посёлок и убили 3 жителей. 11 жителей погибли на фронте. В 1966 году к посёлку Зеленая Долина присоединён посёлок Гуляй Поле. В составе подсобного хозяйства районного Производственного объединения «Сельхозхимия» (центр — деревня Луки).

## Население

### Численность
- 2004 год — 28 хозяйств, 43 жителя.

### Динамика
- 1925 год — 10 дворов.
- 1940 год — 12 дворов, 89 жителей.
- 1959 год — 89 жителей (согласно переписи).
- 2004 год — 28 хозяйств, 43 жителя.